# Travis Ishikawa

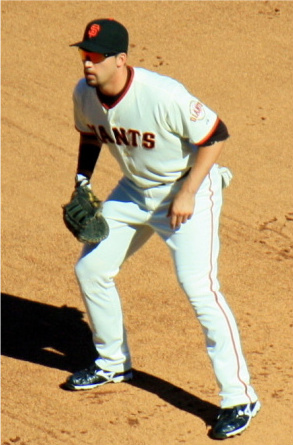

Travis Takashi Ishikawa (Seattle, 24 de setembro de 1983) é um jogador profissional de beisebol estadunidense.

## Carreira
Travis Ishikawa foi campeão da World Series 2010 jogando pelo San Francisco Giants.